# Saint-Jean-de-Côle
Pour les articles homonymes, voir Saint-Jean.
Saint-Jean-de-Côle est une commune française située dans le département de la Dordogne, en région Nouvelle-Aquitaine.
Elle fait partie de l'association « Les Plus Beaux Villages de France ».

## Géographie

### Généralités
Dans le quart nord-est du département de la Dordogne, en Périgord central, Saint-Jean-de-Côle est une commune rurale qui fait partie de l'aire d'attraction de Thiviers. Elle est arrosée par la Côle et son affluent la Queue d'Âne.
Le village de Saint-Jean-de-Côle s'est développé au carrefour des routes menant de Thiviers à Nontron (route départementale (RD) 707, ancienne RN 707) et celle venant de Brantôme (RD 78). Il est situé, en distances orthodromiques, six kilomètres et demi à l'ouest de Thiviers et onze kilomètres au sud-est de Saint-Pardoux-la-Rivière. Le site permettait de traverser facilement la Côle. 
La commune est desservie par les routes départementales (RD) 98 et 707 (l'ancienne route nationale 707 reliant Nontron à Thiviers).
Entre Villars et Saint-Martin-de-Fressengeas, le sentier de grande randonnée GR 361 fait une incursion de quatre kilomètres sur le territoire communal. L'ancienne ligne ferroviaire du Quéroy-Pranzac à Thiviers a été déclassée et la portion déferrée entre Thiviers et Saint-Pardoux-la-Rivière a été transformée en voie verte. Celle-ci traverse la commune sur plus d'un kilomètre et demi. Elle sert désormais d'itinéraire à la « Flow Vélo », véloroute/voie verte V92 qui, sur près de 400 kilomètres, permet de relier Sarlat-la-Canéda et Île-d'Aix.
La commune est membre de l'association « Les Plus Beaux Villages de France ».

### Communes limitrophes
Saint-Jean-de-Côle est limitrophe de six autres communes dont, au sud-est, Vaunac sur 500 mètres et Thiviers par un quadripoint.
|                      | Saint-Martin-de-Fressengeas |                               |
| Villars              | Saint-Jean-de-Côle          | Saint-Romain-et-Saint-Clément |
| Saint-Pierre-de-Côle |                             | Thiviers, Vaunac              |

### Géologie et relief

#### Géologie
Situé sur la plaque nord du Bassin aquitain et bordé à son extrémité nord-est par une frange du Massif central, le département de la Dordogne présente une grande diversité géologique. Les terrains sont disposés en profondeur en strates régulières, témoins d'une sédimentation sur cette ancienne plate-forme marine. Le département peut ainsi être découpé sur le plan géologique en quatre gradins différenciés selon leur âge géologique. Saint-Jean-de-Côle est située dans le deuxième gradin à partir du nord-est, un plateau formé de roches calcaires très dures du Jurassique que la mer a déposées par sédimentation chimique carbonatée, en bancs épais et massifs.
Les couches affleurantes sur le territoire communal sont constituées de formations superficielles du Quaternaire et de roches sédimentaires datant pour certaines du Cénozoïque, et pour d'autres du Mésozoïque et du Paléozoïque, ainsi que de roches métamorphiques. La formation la plus ancienne, notée ξ1, se compose de micaschistes lamelleux à deux micas, parfois grenats et silicates d'alumine (groupe de la Dronne, Néoprotérozoïque à Cambrien). La formation la plus récente, notée CFp, fait partie des formations superficielles de type colluvions indifférenciées de versant, de vallon et plateaux issues d'alluvions, molasses, altérites. Le descriptif de ces couches est détaillé dans  la feuille « no 735 - Thiviers » de la carte géologique au 1/50 000 de la France métropolitaine, et sa notice associée.

Carte géologique de Saint-Jean-de-Côle.

#### Relief et paysages
Le département de la Dordogne se présente comme un vaste plateau incliné du nord-est (491 m, à la forêt de Vieillecour dans le Nontronnais, à Saint-Pierre-de-Frugie) au sud-ouest (2 m à Lamothe-Montravel). L'altitude du territoire communal varie quant à elle entre 135 mètres et 252 mètres,.
Dans le cadre de la Convention européenne du paysage entrée en vigueur en France le 1er juillet 2006, renforcée par la loi du 8 août 2016 pour la reconquête de la biodiversité, de la nature et des paysages, un atlas des paysages de la Dordogne a été élaboré sous maîtrise d’ouvrage de l’État et publié en octobre 2020. Les paysages du département s'organisent en huit unités paysagères,. La commune fait partie du Périgord central, un paysage vallonné, aux horizons limités par de nombreux bois, plus ou moins denses, parsemés de prairies et de petits champs.
La superficie cadastrale de la commune publiée par l'Insee, qui sert de référence dans toutes les statistiques, est de 12,70 km2,,. La superficie géographique, issue de la BD Topo, composante du Référentiel à grande échelle produit par l'IGN, est quant à elle de 12,91 km2.

### Hydrographie

#### Réseau hydrographique
La commune est située dans le bassin de la Dordogne au sein du Bassin Adour-Garonne. Elle est drainée par la Côle, la Queue d'Âne, le ruisseau de Bonis, le ruisseau de la Fon Pépy et par deux petits cours d'eau, qui constituent un réseau hydrographique de 13 km de longueur totale,.
La Côle, d'une longueur totale de 51,53 km, prend sa source dans la commune de Firbeix et se jette dans la Dronne en rive gauche, en limite de Brantôme en Périgord et de Condat-sur-Trincou. Elle traverse la commune du nord-est au sud sur plus de trois kilomètres et demi.
La Queue d'Âne, ou ruisseau de la Queue d'Âne, d'une longueur totale de 18,61 km, prend sa source dans la commune de Mialet et se jette dans la Côle en rive droite dans la commune, au pont de Lavaud. Elle arrose le nord-est du territoire communal sur 600 mètres.
Deux affluents de rive gauche de la Côle baignent la commune : le ruisseau de Bonis à l'est sur près de deux kilomètres, et le ruisseau de la Fon Pépy au sud-est sur plus de deux kilomètres dont 450 mètres en limite de Saint-Romain-et-Saint-Clément.

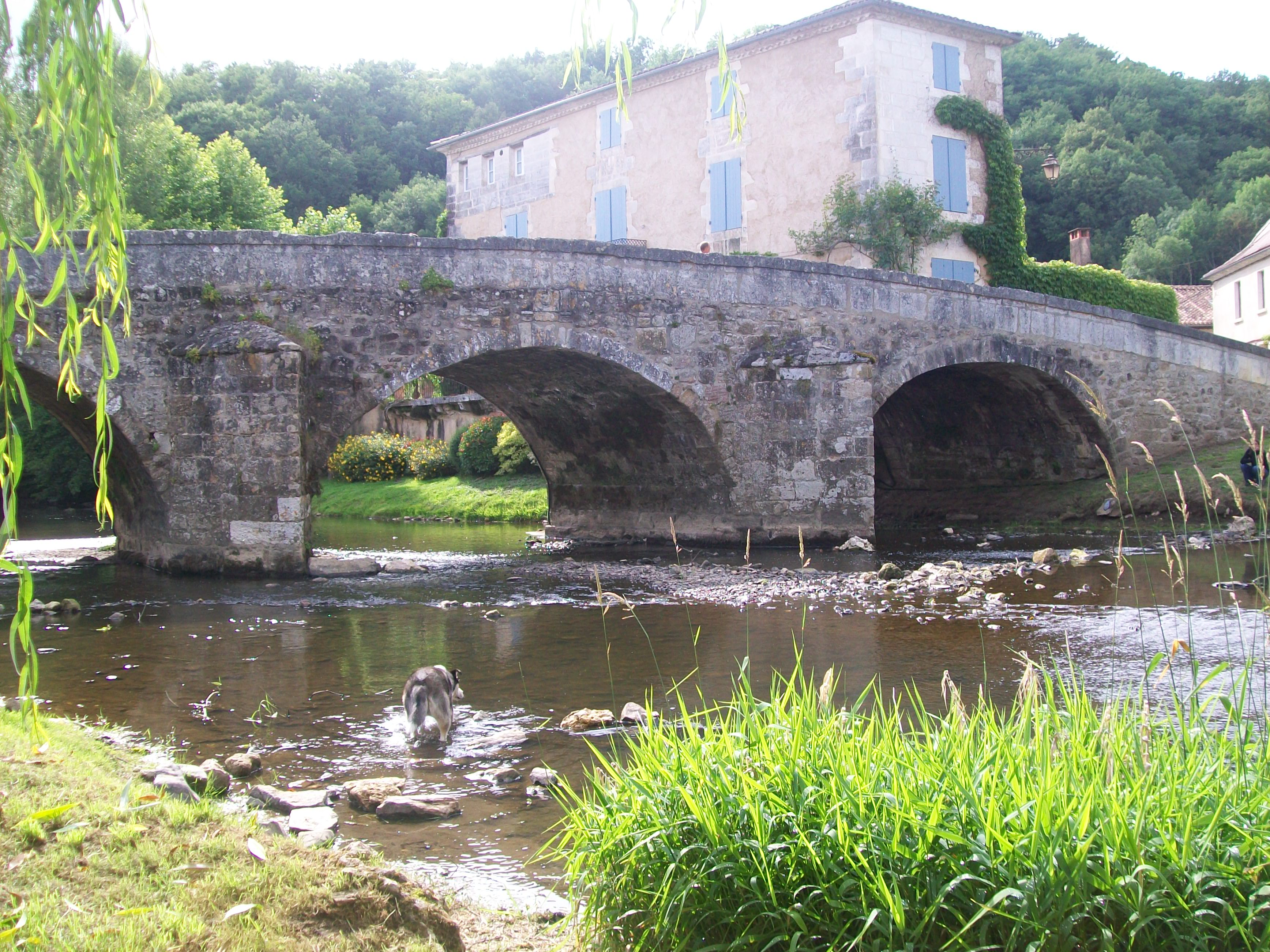
Le Vieux pont sur la Côle.
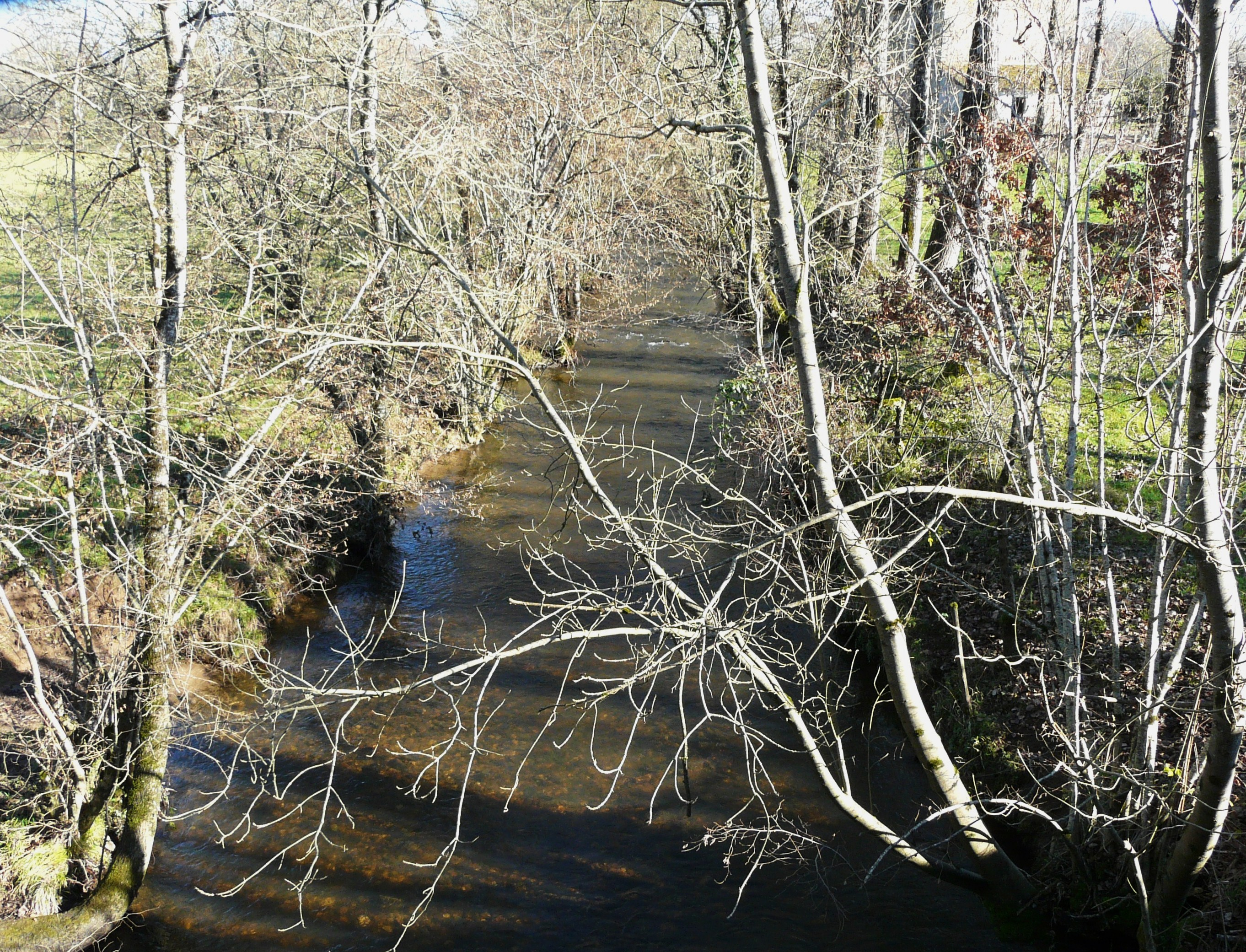
La Queue d'Âne, une cinquantaine de mètres avant sa confluence avec la Côle.
Réseaux hydrographique et routier de Saint-Jean-de-Côle.

#### Gestion et qualité des eaux
Le territoire communal est couvert par le schéma d'aménagement et de gestion des eaux (SAGE) « Isle - Dronne ». Ce document de planification, dont le territoire regroupe les bassins versants de l'Isle et de la Dronne, d'une superficie de 7 500 km2, a été approuvé le 2 août 2021. La structure porteuse de l'élaboration et de la mise en œuvre est l'établissement public territorial de bassin de la Dordogne (EPIDOR). Il définit sur son territoire les objectifs généraux d’utilisation, de mise en valeur et de protection quantitative et qualitative des ressources en eau superficielle et souterraine, en respect des objectifs de qualité définis dans le troisième SDAGE  du Bassin Adour-Garonne qui couvre la période 2022-2027, approuvé le 10 mars 2022.
La qualité des eaux de baignade et des cours d’eau peut être consultée sur un site dédié géré par les agences de l’eau et l’Agence française pour la biodiversité.

### Climat
Pour des articles plus généraux, voir Climat de la Nouvelle-Aquitaine et Climat de la Dordogne.
Historiquement, la commune est exposée à un climat océanique aquitain.  
En 2020, Météo-France publie une typologie des climats de la France métropolitaine dans laquelle la commune est exposée à un climat océanique altéré et est dans une zone de transition entre les régions climatiques « Aquitaine, Gascogne » et « Ouest et nord-ouest du Massif Central ». La première est caractérisée par une pluviométrie abondante au printemps, modérée en automne, un faible ensoleillement au printemps, un été chaud (19,5 °C), des vents faibles, des brouillards fréquents en automne et en hiver et des orages fréquents en été (15 à 20 jours).  La seconde présente une pluviométrie annuelle de 900 à 1 500 mm, maximale en automne et en hiver.
Pour la période 1971-2000, la température annuelle moyenne est de 11,9 °C, avec  une amplitude thermique annuelle de 15,4 °C. Le cumul annuel moyen de précipitations est de 961 mm, avec 13,2 jours de précipitations en janvier et 7,4 jours en juillet. Pour la période 1991-2020, la température moyenne annuelle observée sur la station météorologique de Météo-France la plus proche, sur la commune de Saint-Martin-de-Fressengeas à 3 km à vol d'oiseau, est de 12,4 °C et le cumul annuel moyen de précipitations est de 1 050,4 mm,. 
La température maximale relevée sur cette station est de 38,9 °C, atteinte le 7 août 2020 ; la température minimale est de −11,8 °C, atteinte le 9 février 2012.
Pour afficher une liste d’indicateurs climatiques caractérisant la commune aux horizons 2030, 2050 et 2100 et pouvoir ainsi s'adapter aux changements climatiques, entrer son nom dans Climadiag-commune, un site de Météo-France élaboré à partir des nouvelles projections climatiques de référence DRIAS-2020.

## Urbanisme

### Typologie
Au 1er janvier 2024, Saint-Jean-de-Côle est catégorisée commune rurale à habitat très dispersé, selon la nouvelle grille communale de densité à 7 niveaux définie par l'Insee en 2022.
Elle est située hors unité urbaine. Par ailleurs la commune fait partie de l'aire d'attraction de Thiviers, dont elle est une commune de la couronne,. Cette aire, qui regroupe 10 communes, est catégorisée dans les aires de moins de 50 000 habitants,.

### Occupation des sols
L'occupation des sols de la commune, telle qu'elle ressort de la base de données européenne d’occupation biophysique des sols Corine Land Cover (CLC), est marquée par l'importance des forêts et milieux semi-naturels (49,4 % en 2018), en diminution par rapport à 1990 (53,1 %). La répartition détaillée en 2018 est la suivante : 
forêts (49,4 %), zones agricoles hétérogènes (24,2 %), prairies (20,3 %), mines, décharges et chantiers (6,1 %). L'évolution de l’occupation des sols de la commune et de ses infrastructures peut être observée sur les différentes représentations cartographiques du territoire : la carte de Cassini (XVIIIe siècle), la carte d'état-major (1820-1866) et les cartes ou photos aériennes de l'IGN pour la période actuelle (1950 à aujourd'hui).

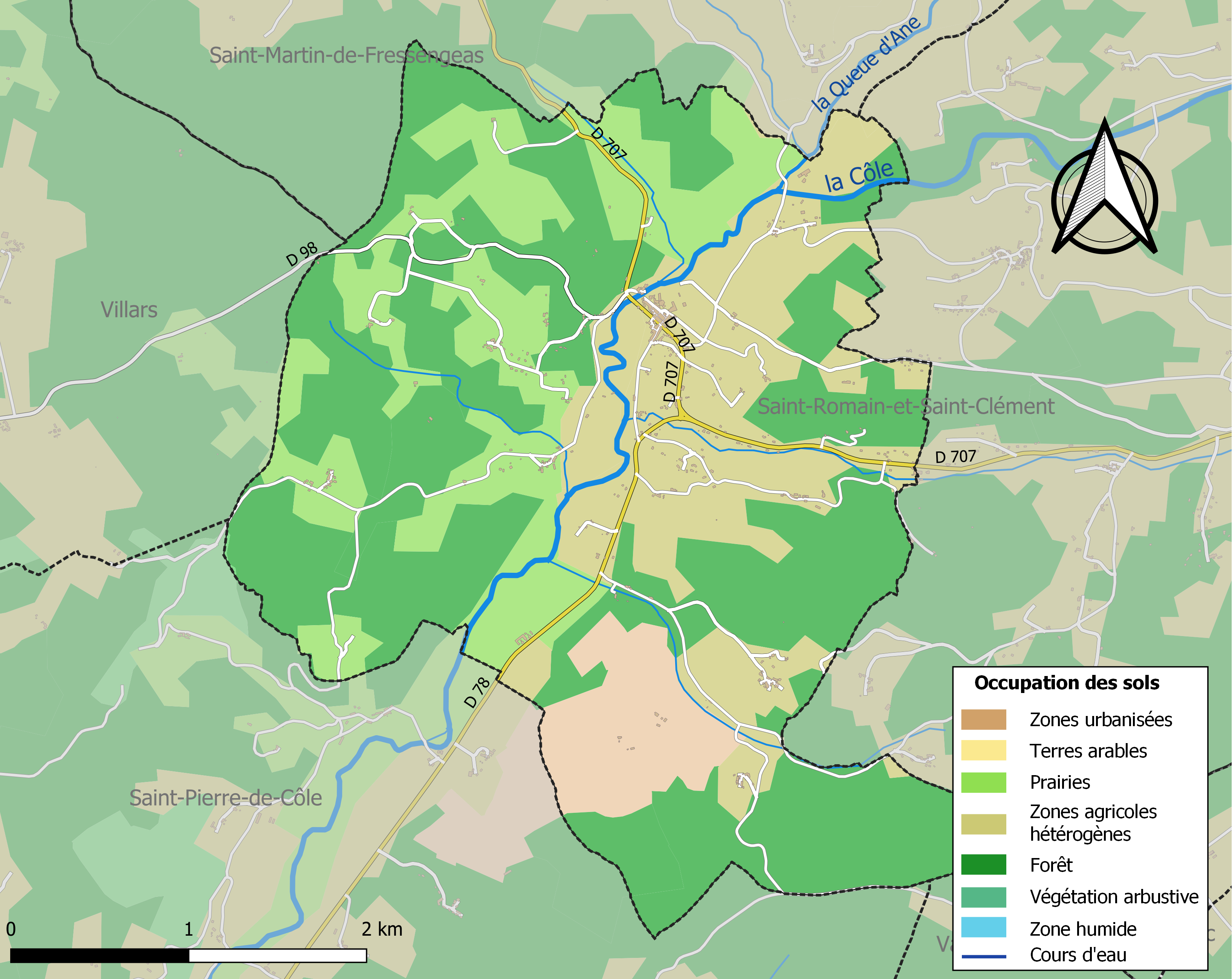
Carte des infrastructures et de l'occupation des sols de la commune en 2018 (CLC).

### Prévention des risques
Le territoire de la commune de Saint-Jean-de-Côle est vulnérable à différents aléas naturels : météorologiques (tempête, orage, neige, grand froid, canicule ou sécheresse), inondations, feux de forêts, mouvements de terrains et séisme (sismicité très faible). Il est également exposé à un risque particulier : le risque de radon. Un site publié par le BRGM permet d'évaluer simplement et rapidement les risques d'un bien localisé soit par son adresse soit par le numéro de sa parcelle.

#### Risques naturels
Certaines parties du territoire communal sont susceptibles d’être affectées par le risque d’inondation par débordement de cours d'eau, notamment la Côle et la Queue d'Âne. La commune a été reconnue en état de catastrophe naturelle au titre des dommages causés par les inondations et coulées de boue survenues en 1982, 1993, 1998, 1999 et 2007,.
Saint-Jean-de-Côle est exposée au risque de feu de forêt. L’arrêté préfectoral du 14 mars 2013 fixe les conditions de pratique des incinérations et de brûlage dans un objectif de réduire le risque de départs d’incendie. À ce titre, des périodes sont déterminées : interdiction totale du 15 février au 15 mai et du 15 juin au 15 octobre, utilisation réglementée du 16 mai au 14 juin et du 16 octobre au 14 février. En septembre 2020, un plan inter-départemental de protection des forêts contre les incendies (PidPFCI) a été adopté pour la période 2019-2029,.

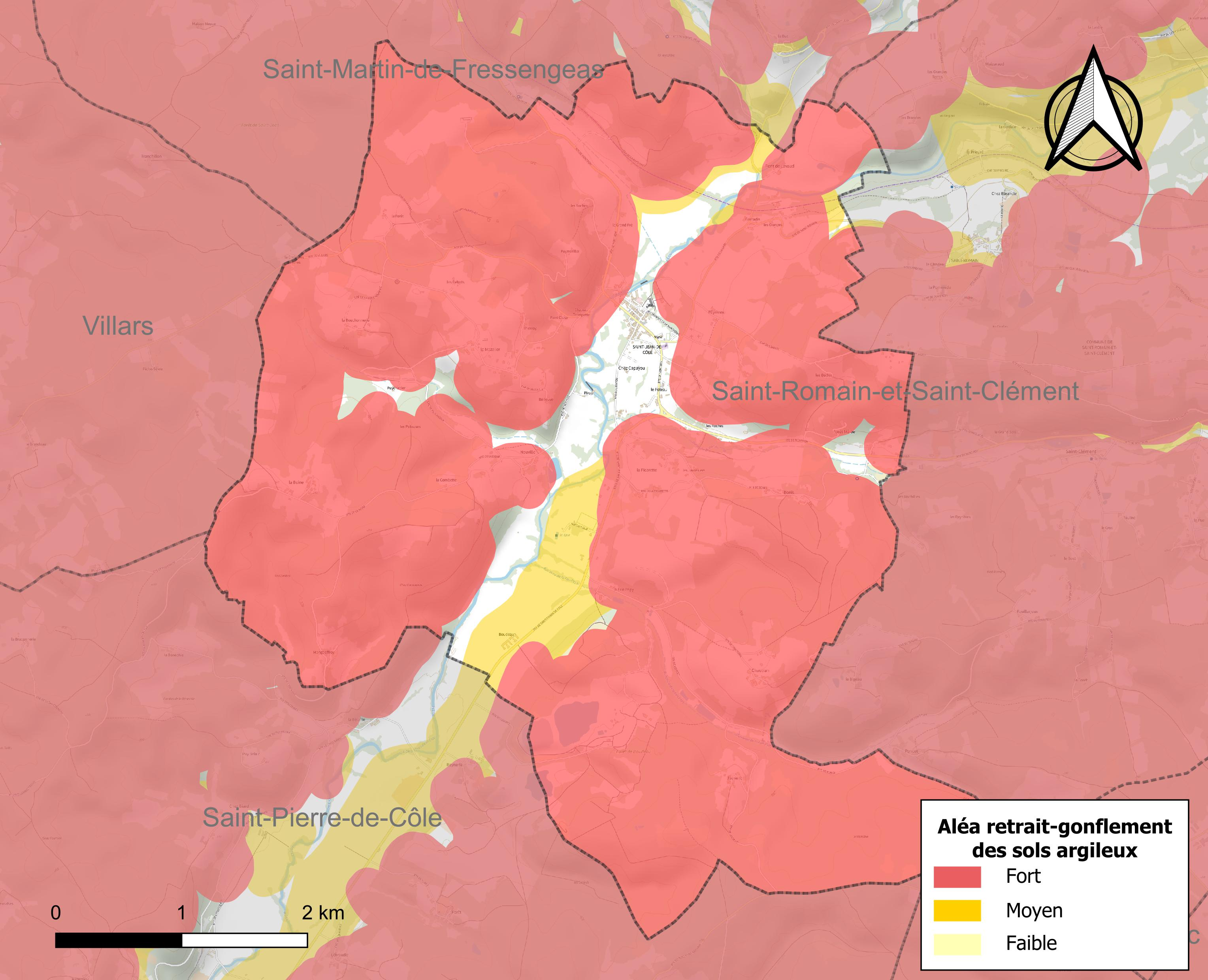
Carte des zones d'aléa retrait-gonflement des sols argileux de Saint-Jean-de-Côle.

Les mouvements de terrains susceptibles de se produire sur la commune sont des tassements différentiels. Le retrait-gonflement des sols argileux est susceptible d'engendrer des dommages importants aux bâtiments en cas d’alternance de périodes de sécheresse et de pluie. 92,2 % de la superficie communale est en aléa moyen ou fort (58,6 % au niveau départemental et 48,5 % au niveau national métropolitain). Depuis le 1er octobre 2020, en application de la loi ÉLAN, différentes contraintes s'imposent aux vendeurs, maîtres d'ouvrages ou constructeurs de biens situés dans une zone classée en aléa moyen ou fort,.
La commune a été reconnue en état de catastrophe naturelle au titre des dommages causés par la sécheresse en 1989 et par des mouvements de terrain en 1999.

#### Risque particulier
Dans plusieurs parties du territoire national, le radon, accumulé dans certains logements ou autres locaux, peut constituer une source significative d’exposition de la population aux rayonnements ionisants. Selon la classification de 2018, la commune de Saint-Jean-de-Côle est classée en zone 2, à savoir zone à potentiel radon faible mais sur lesquelles des facteurs géologiques particuliers peuvent faciliter le transfert du radon vers les bâtiments.

## Toponymie
La commune tire son nom de saint Jean-Baptiste et de la Côle, la rivière qui l'arrose.
En occitan, la commune porte le nom de Sent Joan de Còla.

## Histoire
L'histoire de Saint Jean de Côle se confond avec celle du prieuré construit au XIe siècle et celle du château de la Marthonie, qui fut édifié à la suite, en 1083, par Raynaud de Thiviers, évêque de Périgueux, sur les bords de la Côle, au carrefour des voies menant de Nontron à Thiviers ou à Brantôme. Construit en premier, protégé un peu plus tard par le château de la Marthonie, le prieuré abritait initialement seize chanoines réguliers suivant la règle de saint Augustin. Il rayonna rapidement sur toute la région et moins d'un siècle après sa création, ses possessions s'étendent jusqu'à Limoges et Périgueux, tandis qu'un village prospère naît et se développe autour du prieuré.
Au XIIIe siècle, Saint-Jean de Côle était l'une des vingt-sept paroisses dépendant de l'archiprêtré de Condat dont le siège se situait à Champagnac.
En 1394, les Anglais ravagent et incendient le château, ainsi que le prieuré, dont les terres sont dévastées et les chanoines dispersés. Fortifiant le village pour se préserver des attaques, les Anglais s'installent jusqu'en 1404. En 1436, le Pape Eugène IV encourage la reconstruction du prieuré, mais un siècle plus tard, durant les guerres de religion, de nombreuses troupes de passage dévastent à nouveau le village et les protestants dispersent les biens des religieux. En 1669, l'évêque de Périgueux exige la réalisation des travaux de réparation et contraint les religieux à adopter la règle des Génovéfains.
Sur la carte de Cassini représentant la France entre 1756 et 1789, le village est identifié sous le nom de Saint Jean de Colle.
À la Révolution, les chanoines disparaissent ; les bâtiments sont vendus, les livres et les manuscrits sont brûlés. Le village de Saint-Jean-de-Côle connut une nouvelle prospérité au cours du XIXe siècle, avec la construction puis la mise en service de la voie ferrée Angoulême - Brive, qui passait par Nontron, Saint-Jean-de-Côle et Thiviers. La commune compta alors jusqu'à 800 habitants.

## Politique et administration

### Rattachements administratifs
La commune de Saint-Jean-de-Côle est rattachée, dès 1790, au canton de Thiviers qui dépendait du district d'Excideuil. En 1800, les districts sont supprimés. Le canton est alors rattaché à l'arrondissement de Nontron.

### Intercommunalité
Au 1er janvier 2002, Saint-Jean-de-Côle intègre dès sa création la communauté de communes du Pays thibérien. Au 1er janvier 2017, celle-ci est dissoute et ses communes — hormis Sorges et Ligueux en Périgord — rejoignent la communauté de communes des Marches du Périg'Or Limousin Thiviers-Jumilhac qui, en octobre 2017 prend le nom de communauté de communes Périgord-Limousin.

### Administration municipale
La population de la commune étant comprise entre 100 et 499 habitants au recensement de 2017, onze conseillers municipaux ont été élus en 2020,.

### Liste des maires
| Période                                  | Période        | Identité                   | Étiquette | Qualité                            |
| ---------------------------------------- | -------------- | -------------------------- | --------- | ---------------------------------- |
| Les données manquantes sont à compléter. |                |                            |           |                                    |
|                                          |                |                            |           |                                    |
| décembre 1876                            | 1880           | François Cros-Desperrières |           |                                    |
| 1880                                     | janvier 1881   | Élie Boniface              |           | Adjoint faisant fonctions de maire |
| janvier 1881                             | ?              | Jean Négrier               |           |                                    |
| mai 1884                                 | mai 1888       | Alfred Rey                 |           |                                    |
| mai 1888                                 | septembre 1888 | Jean Prince                |           |                                    |
| septembre 1888                           | mai 1892       | Alfred Rey                 |           |                                    |
| mai 1892                                 | mai 1896       | Jean Négrier               |           |                                    |
| mai 1896                                 | avril 1902     | Louis de Falvelly          |           |                                    |
| juillet 1902                             | mai 1908       | Humbert de Falvelly        |           |                                    |
| mai 1908                                 | avril 1915     | Jean Rey                   |           | Conseiller général                 |
| 1915                                     | décembre 1919  | Bertrand Lapeyronnie       |           | Adjoint faisant fonctions de maire |
| décembre 1919                            | mai 1935       | Humbert de Falvelly        |           |                                    |
| mai 1935                                 | (1942 ou 1943) | Joseph Lassine             |           |                                    |
| (1942 ou 1943)                           | 1943           | Aubin Rebière              |           |                                    |
| 1943                                     | mai 1945       | Pierre Meynard             |           |                                    |
| mai 1945                                 | mars 1971      | Charles Jardry             |           |                                    |
| mars 1971                                | mars 2008      | Pierre de Beaumont         |           | Exploitant agricole                |
| mars 2008 (réélu en mai 2020)            | En cours       | Francis Sedan              | SE        | Artisan électricien retraité       |

### Politique environnementale
Dans son palmarès 2024, le Conseil national de villes et villages fleuris de France a attribué trois fleurs à la commune.

## Équipements et services publics

### Justice
En 2023, dans le domaine judiciaire, Saint-Jean-de-Côle relève : 
- du tribunal judiciaire, du tribunal pour enfants, du conseil de prud'hommes et du tribunal de commerce de Périgueux ;
- du pôle Nationalité du tribunal judiciaire de Périgueux (compétent uniquement dans le domaine de la nationalité) ;
- de la cour d'appel, du tribunal administratif et de la  cour administrative d'appel de Bordeaux.

## Population et société

### Démographie
Les habitants de Saint-Jean-de-Côle sont appelés les Jean-Colois.
L'évolution du nombre d'habitants est connue à travers les recensements de la population effectués dans la commune depuis 1793. Pour les communes de moins de 10 000 habitants, une enquête de recensement portant sur toute la population est réalisée tous les cinq ans, les populations de référence des années intermédiaires étant quant à elles estimées par interpolation ou extrapolation. Pour la commune, le premier recensement exhaustif entrant dans le cadre du nouveau dispositif a été réalisé en 2004.

En 2022, la commune comptait 365 habitants, en évolution de −0,27 % par rapport à 2016 (Dordogne : +0,37 %, France hors Mayotte : +2,11 %).
| 1793 | 1800 | 1806 | 1821 | 1831 | 1836 | 1841 | 1846 | 1851 |
| ---- | ---- | ---- | ---- | ---- | ---- | ---- | ---- | ---- |
| 825  | 887  | 738  | 810  | 894  | 922  | 902  | 885  | 970  |

| 1856 | 1861 | 1866 | 1872 | 1876 | 1881 | 1886  | 1891 | 1896 |
| ---- | ---- | ---- | ---- | ---- | ---- | ----- | ---- | ---- |
| 932  | 939  | 959  | 879  | 894  | 864  | 1 107 | 824  | 751  |

| 1901 | 1906 | 1911 | 1921 | 1926 | 1931 | 1936 | 1946 | 1954 |
| ---- | ---- | ---- | ---- | ---- | ---- | ---- | ---- | ---- |
| 794  | 815  | 722  | 613  | 603  | 518  | 505  | 479  | 419  |

| 1962 | 1968 | 1975 | 1982 | 1990 | 1999 | 2004 | 2006 | 2009 |
| ---- | ---- | ---- | ---- | ---- | ---- | ---- | ---- | ---- |
| 381  | 318  | 318  | 343  | 339  | 326  | 335  | 346  | 351  |

| 2014 | 2019 | 2022 | - | - | - | - | - | - |
| ---- | ---- | ---- | - | - | - | - | - | - |
| 368  | 364  | 365  | - | - | - | - | - | - |

### Manifestations culturelles et festivités
Chaque année depuis 1982, début mai, pendant tout un week-end, de nombreuses personnes se rendent aux Floralies de Saint-Jean-de-Côle (42e édition en 2025), soit pour acquérir les plantes qui embelliront balcons, terrasses ou jardins, soit pour apprécier le village dans un cadre différent, haut en couleur.

Les floralies en mai 2008
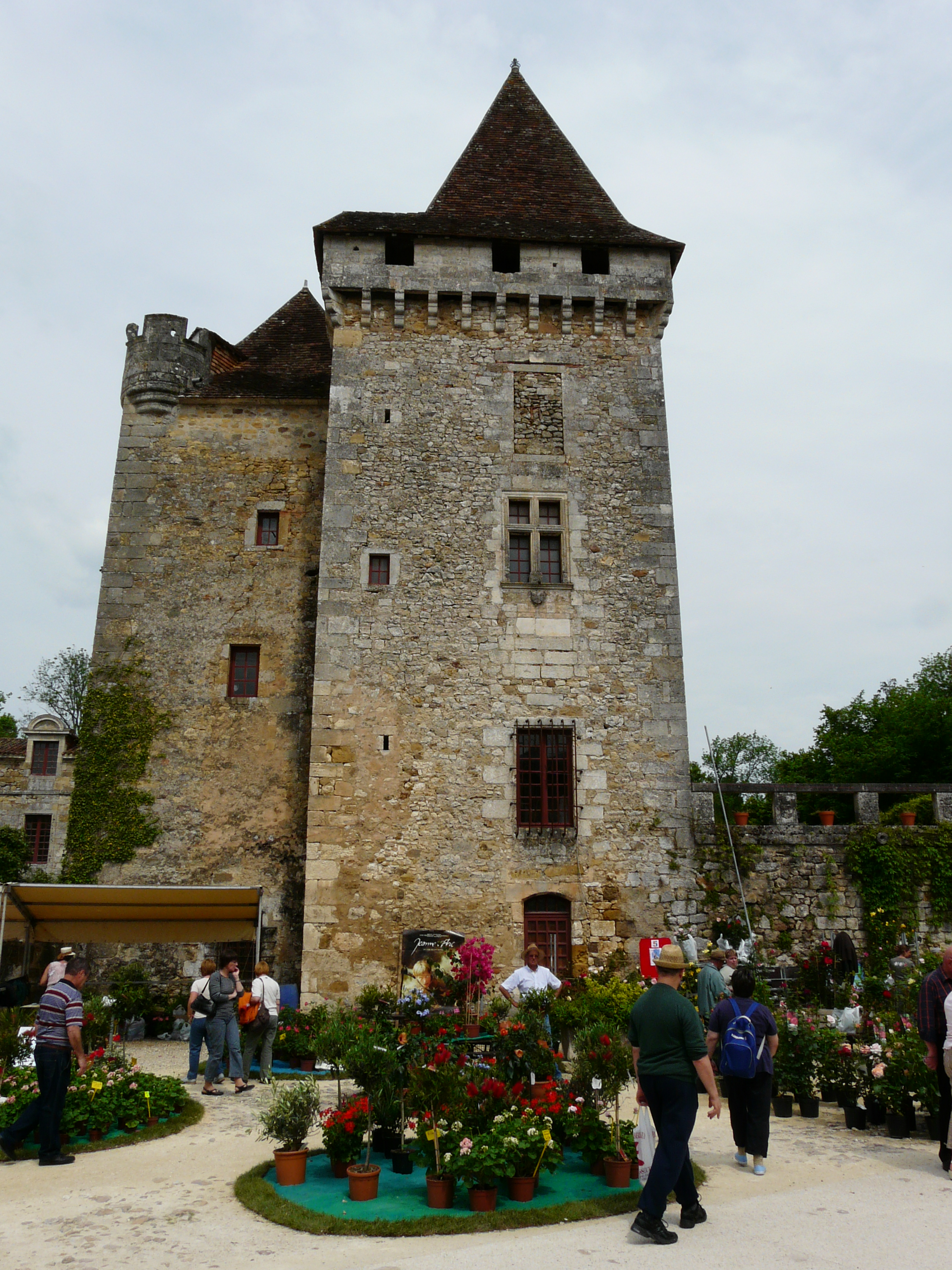
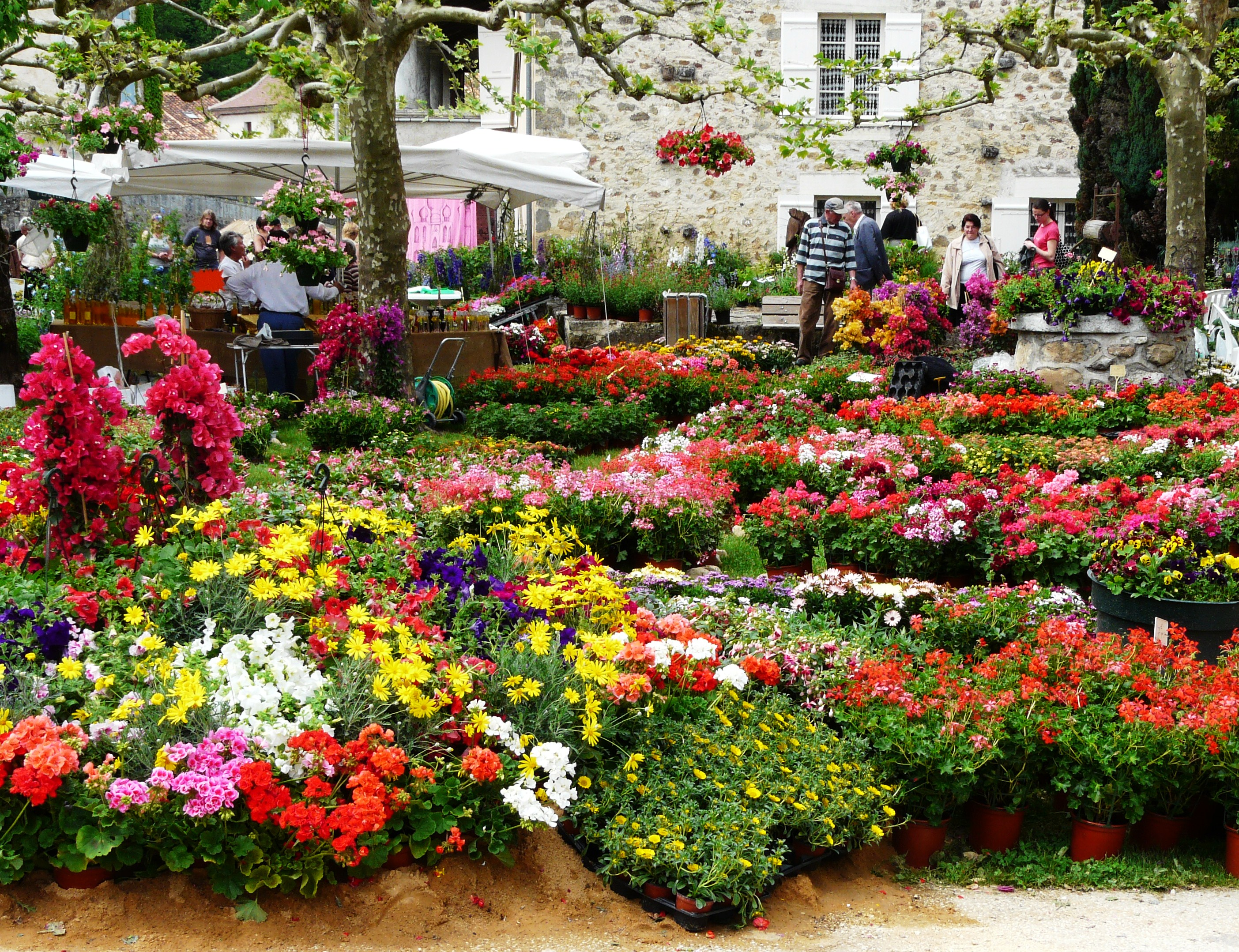
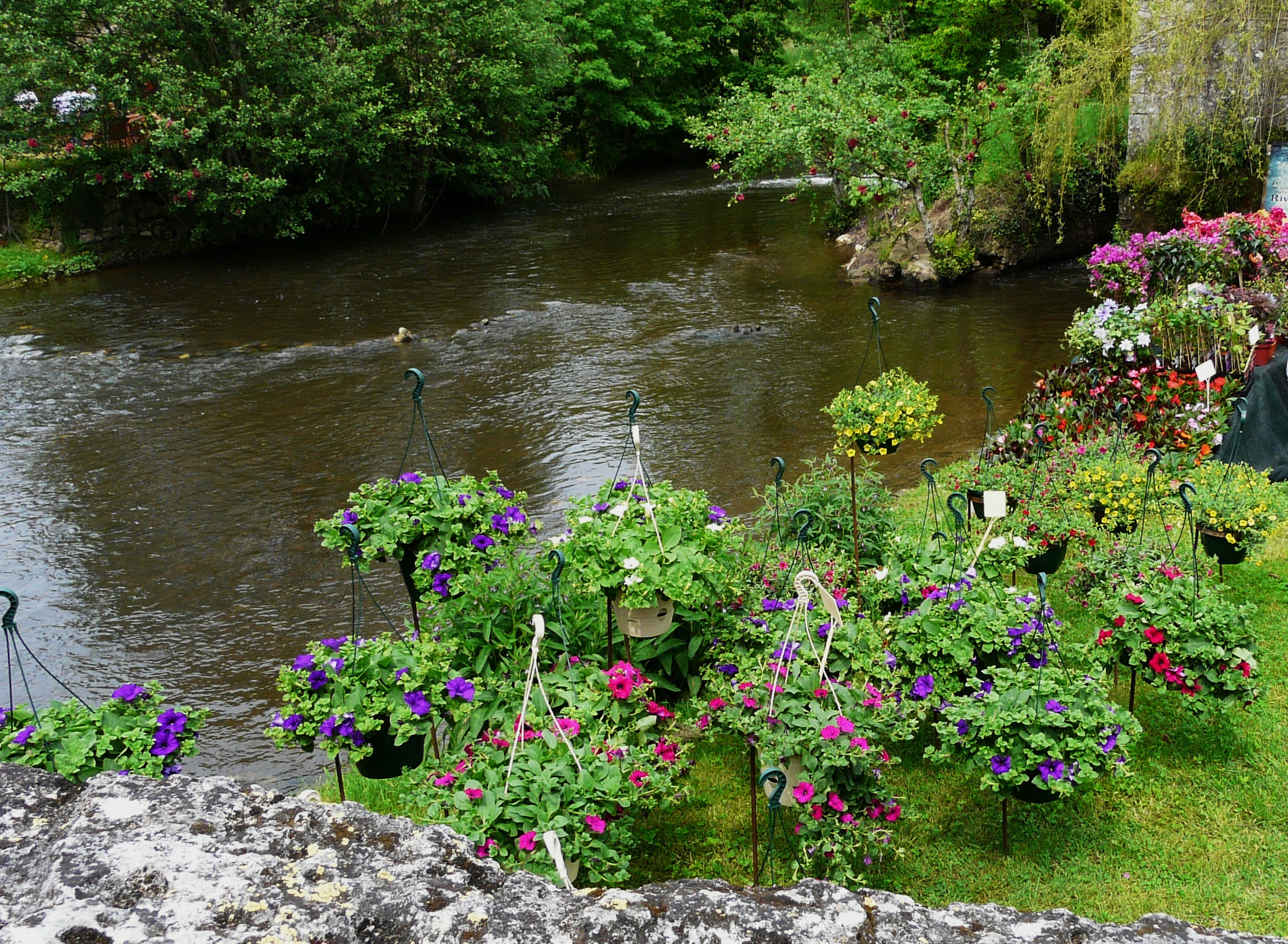
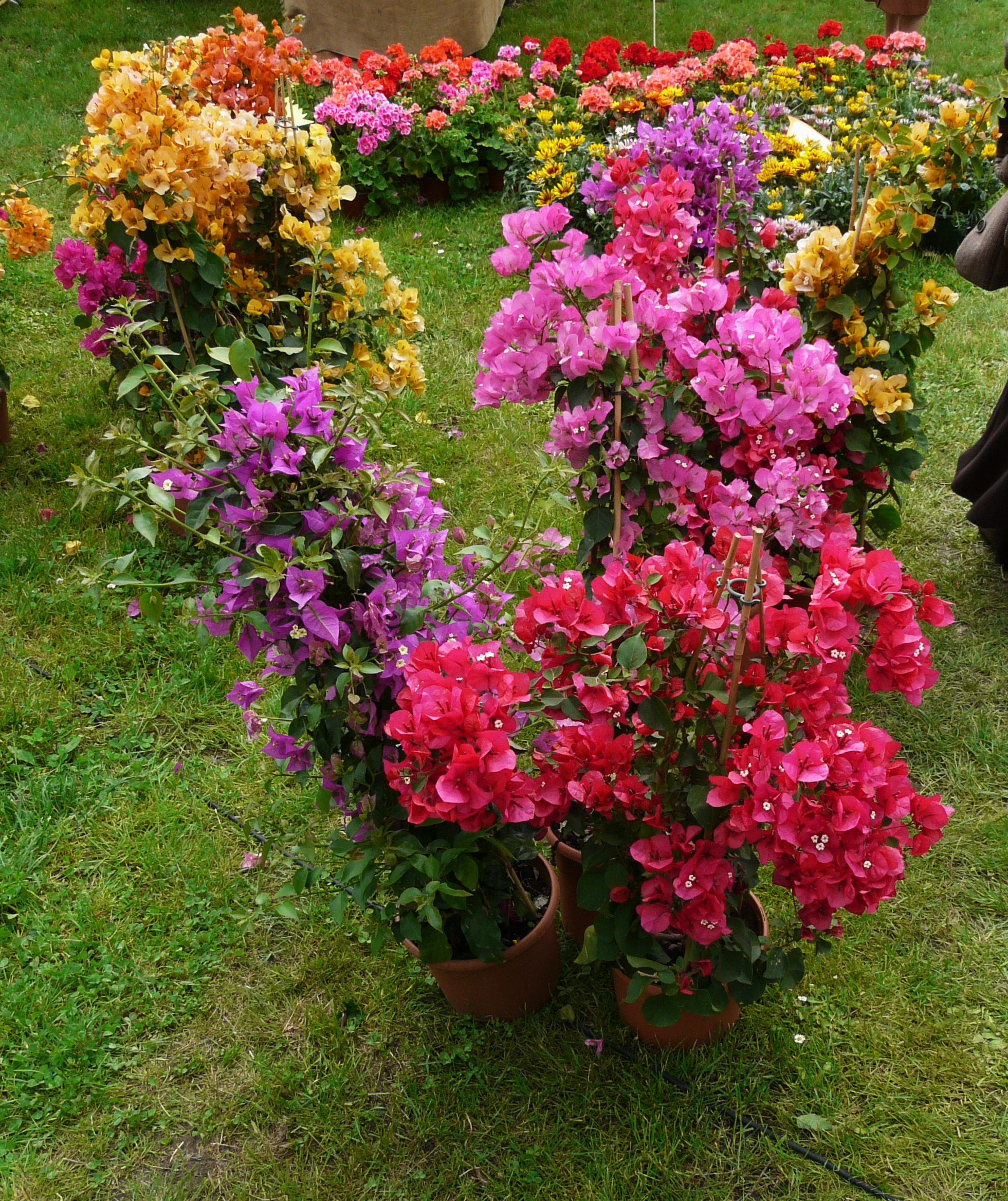
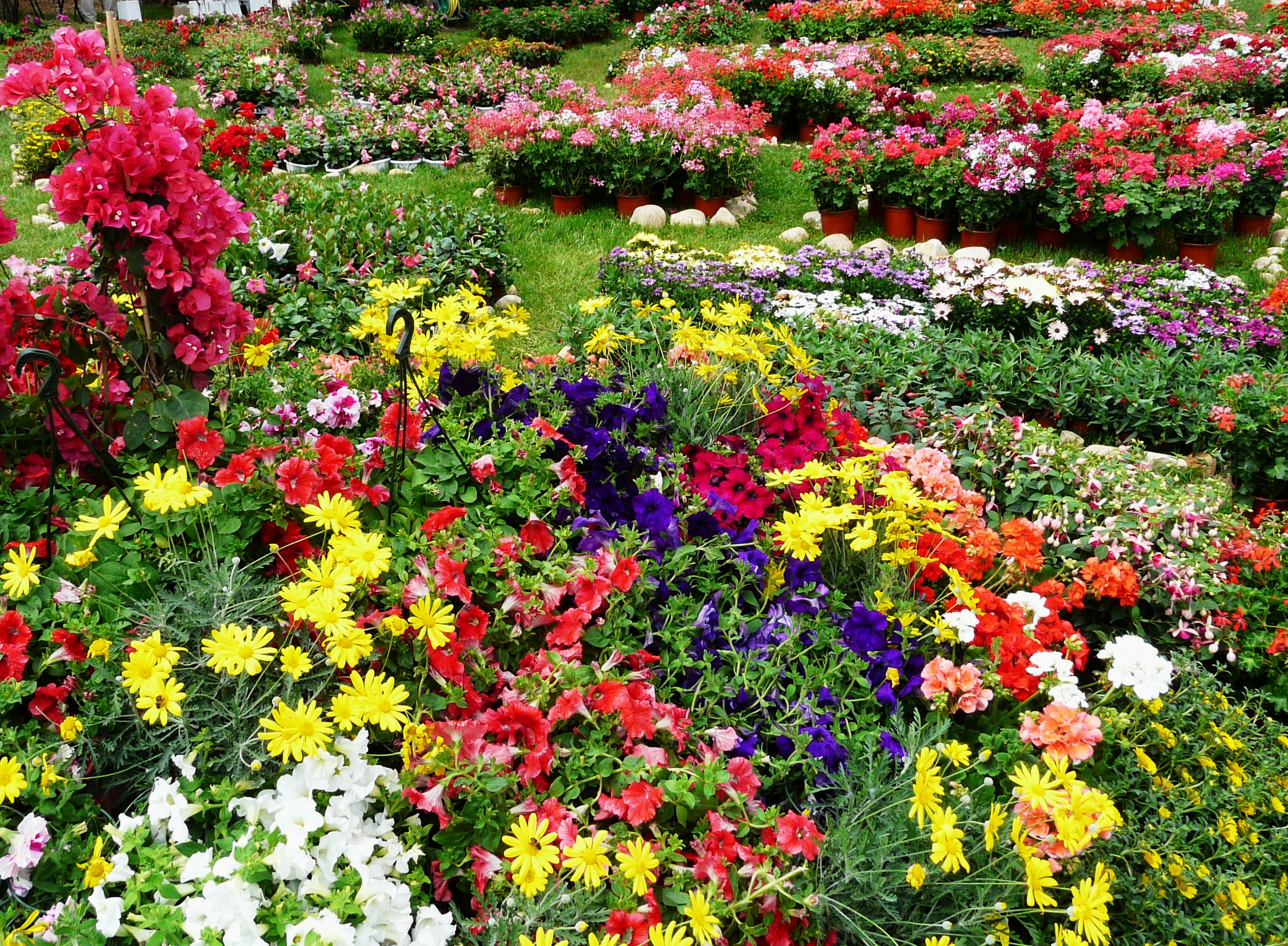
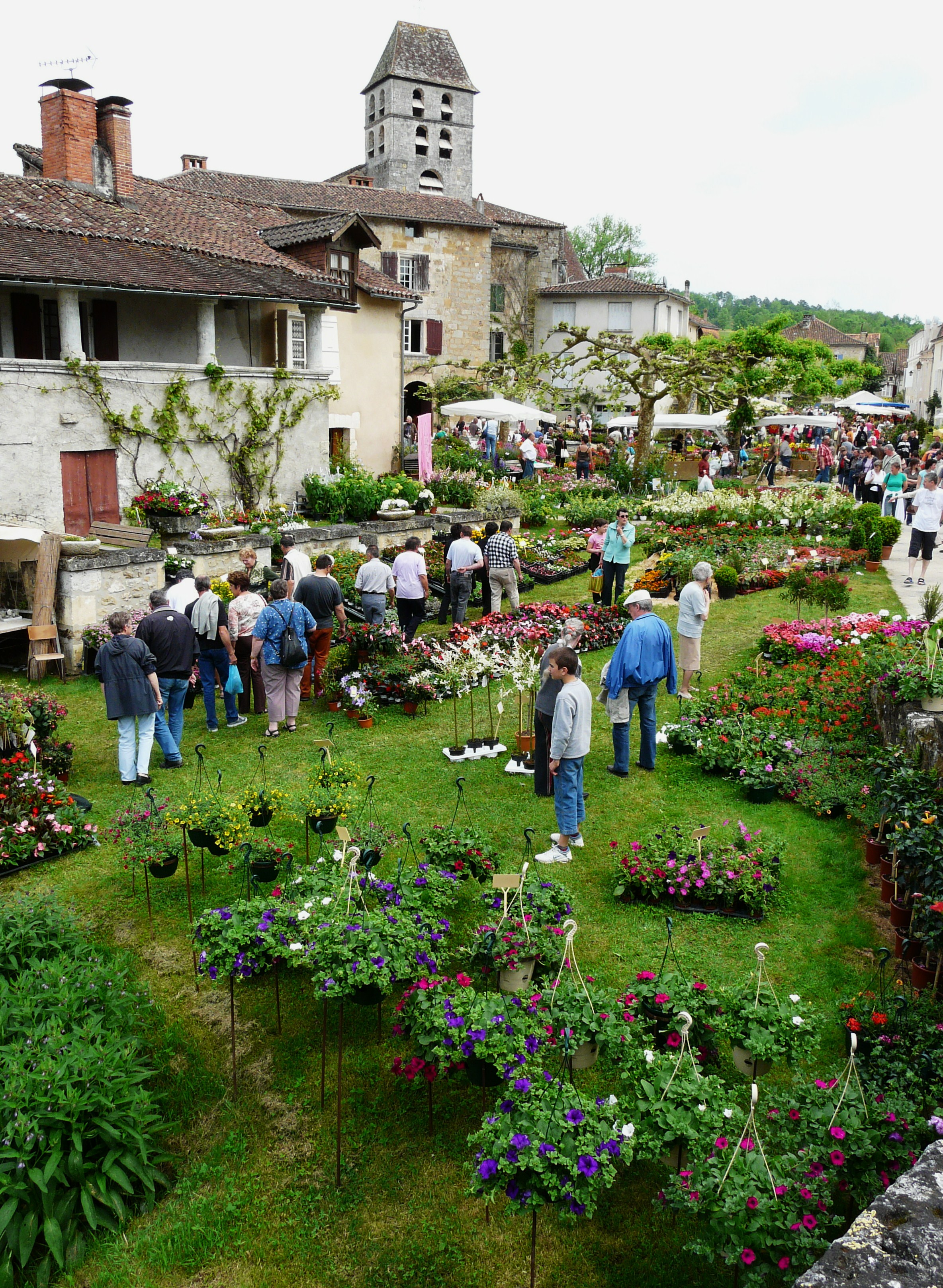
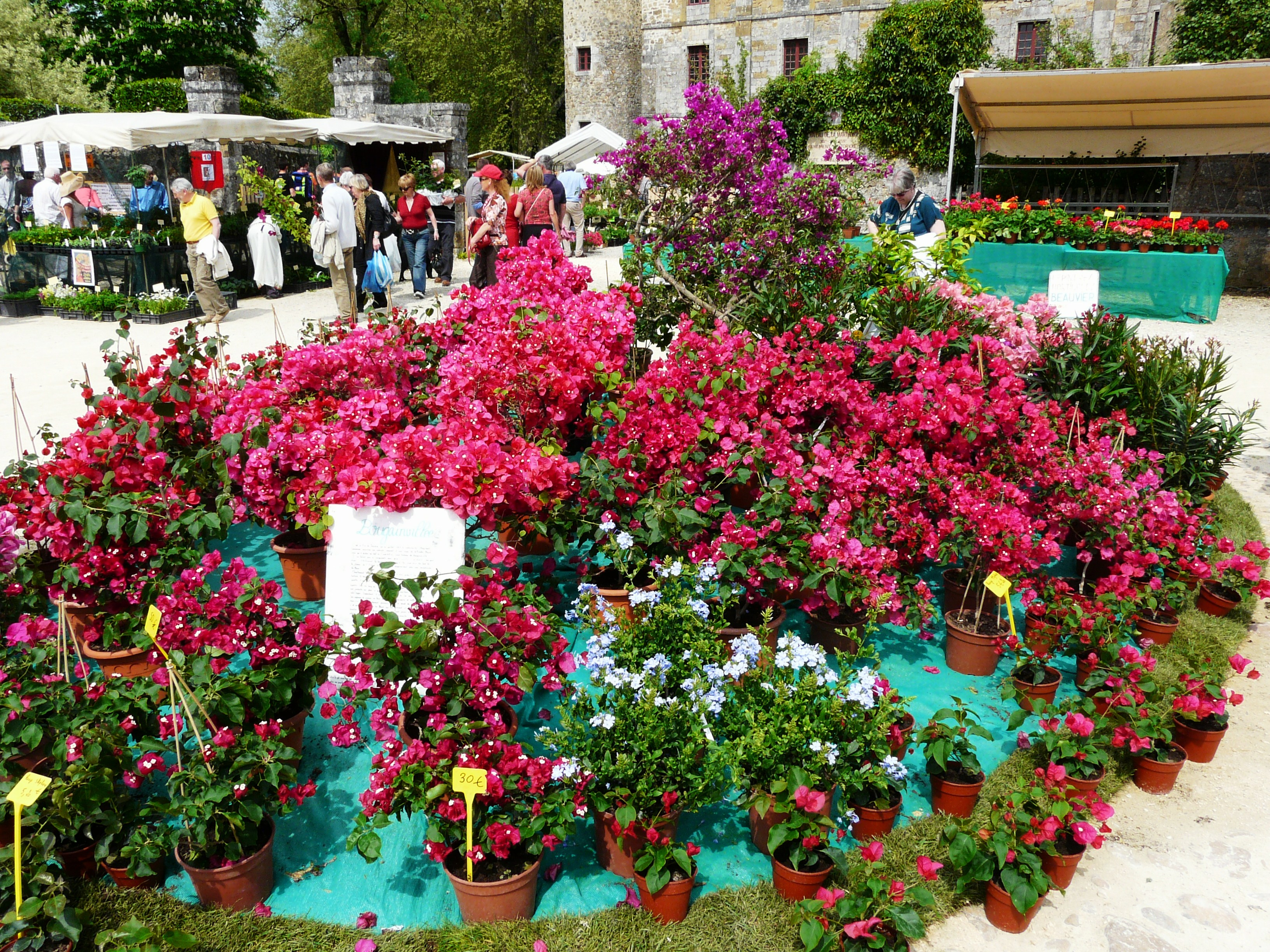
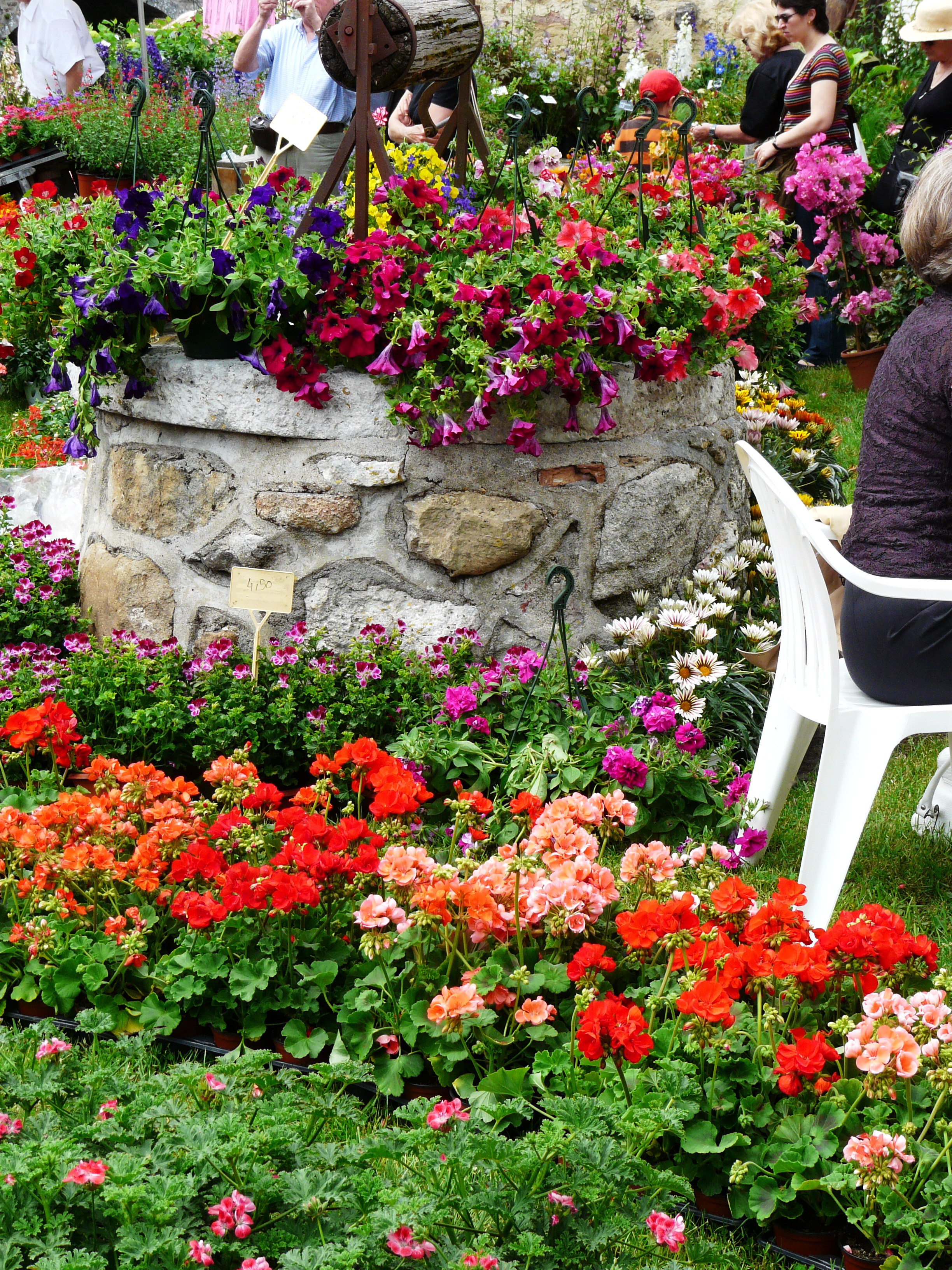

### Sports
En association avec les communes voisines de Saint-Martin-de-Fressengeas et Saint-Romain-et-Saint-Clément, un trail est organisé en août (7e édition en 2025 au départ de Saint-Martin-de-Fressengeas avec trois parcours de 12 km, 20 km et 30 km).

## Économie

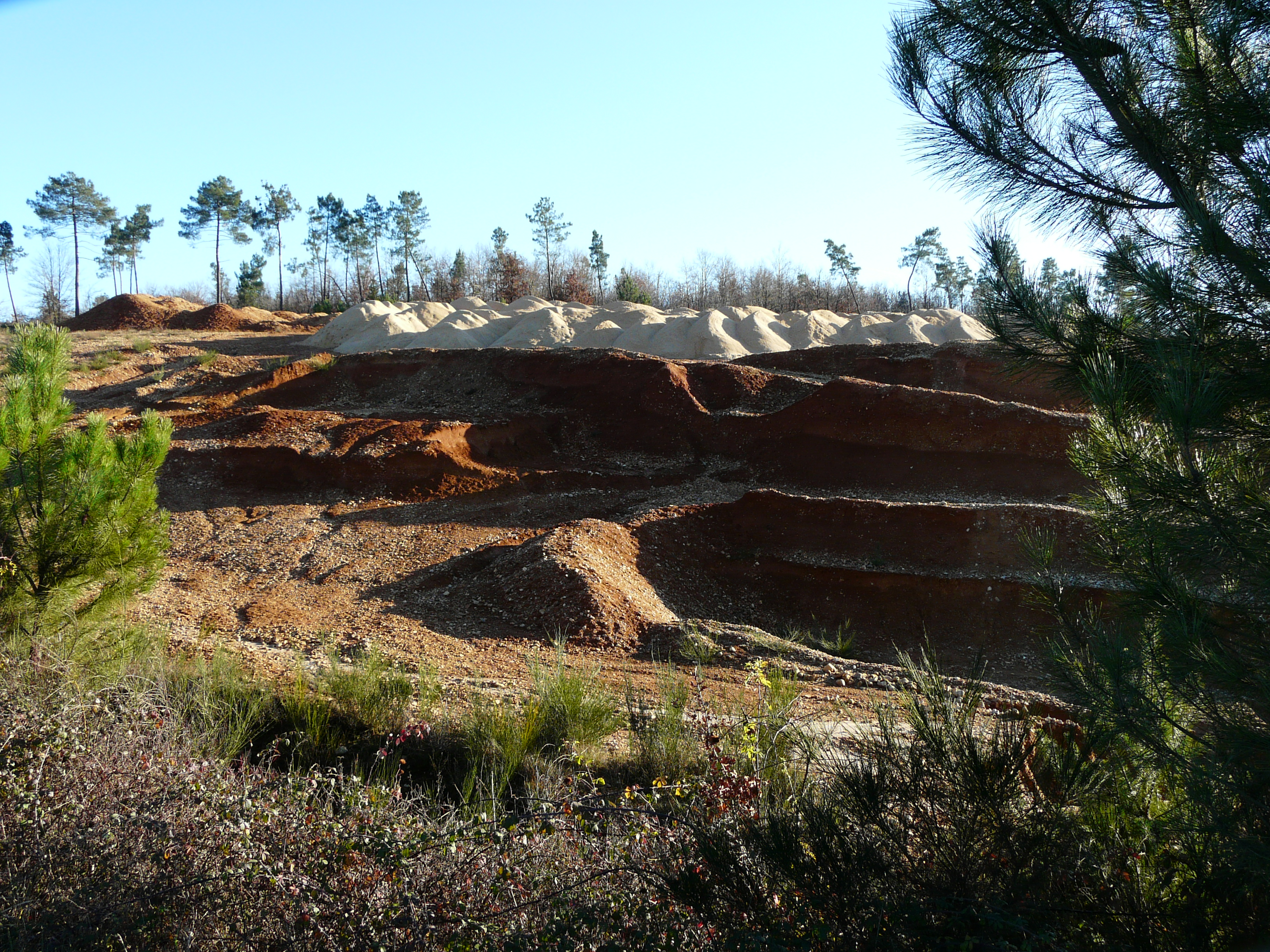
Carrière d'extraction de quartz à Saint-Jean-de-Côle.

### Emploi
En 2015, parmi la population communale comprise entre 15 et 64 ans, les actifs représentent 149 personnes, soit 40,6 % de la population municipale. Le nombre de chômeurs (vingt-trois) a augmenté par rapport à 2010 (quinze) et le taux de chômage de cette population active s'établit à 15,4 %.

### Établissements
Au 31 décembre 2015, la commune compte trente-six établissements, dont vingt-quatre au niveau des commerces, transports ou services, quatre dans la construction, quatre relatifs au secteur administratif, à l'enseignement, à la santé ou à l'action sociale, deux dans l'agriculture, la sylviculture ou la pêche, et deux dans l'industrie.

### Entreprises
L'entreprise Imerys extrait du quartz d'une carrière sur le territoire de la commune.

## Culture locale et patrimoine

### Lieux et monuments
- L'église Saint-Jean-Baptiste[65], ancienne église prieurale du XIIe siècle, classée au titre des monuments historiques depuis 1862[66] : seuls le chœur et le transept dont la coupole a disparu ont survécu aux différents conflits. Les absidioles présentent de très beaux chapiteaux historiés. L'église est précédée d'une petite halle ou caquettoire.
- L'ancien prieuré, XVe au XVIIe siècle, inscrit en 2002 et 2008 au titre des monuments historiques et dont une bibliothèque est classée en 2003[67]. Le cloître de style gothique a été conservé en partie ; il a été surélevé d'une galerie de style Renaissance. Le prieuré se visite uniquement lors des Journées du Patrimoine.
- Le vieux pont, XIIe siècle, inscrit au titre des monuments historiques en 1925[68].
- Le château de la Marthonie (ou de la Marthonye), XIVe, XVe, XVIe et XVIIIe siècles, classé au titre des monuments historiques en 1943[69], visitable.
- Les maisons à colombages de la rue du Fond du bourg, reconstruites au XIVe siècle[70].
- La voie verte, 17 kilomètres de randonnée sur l'ancien tracé du chemin de fer de Thiviers à Saint-Pardoux-la-Rivière.

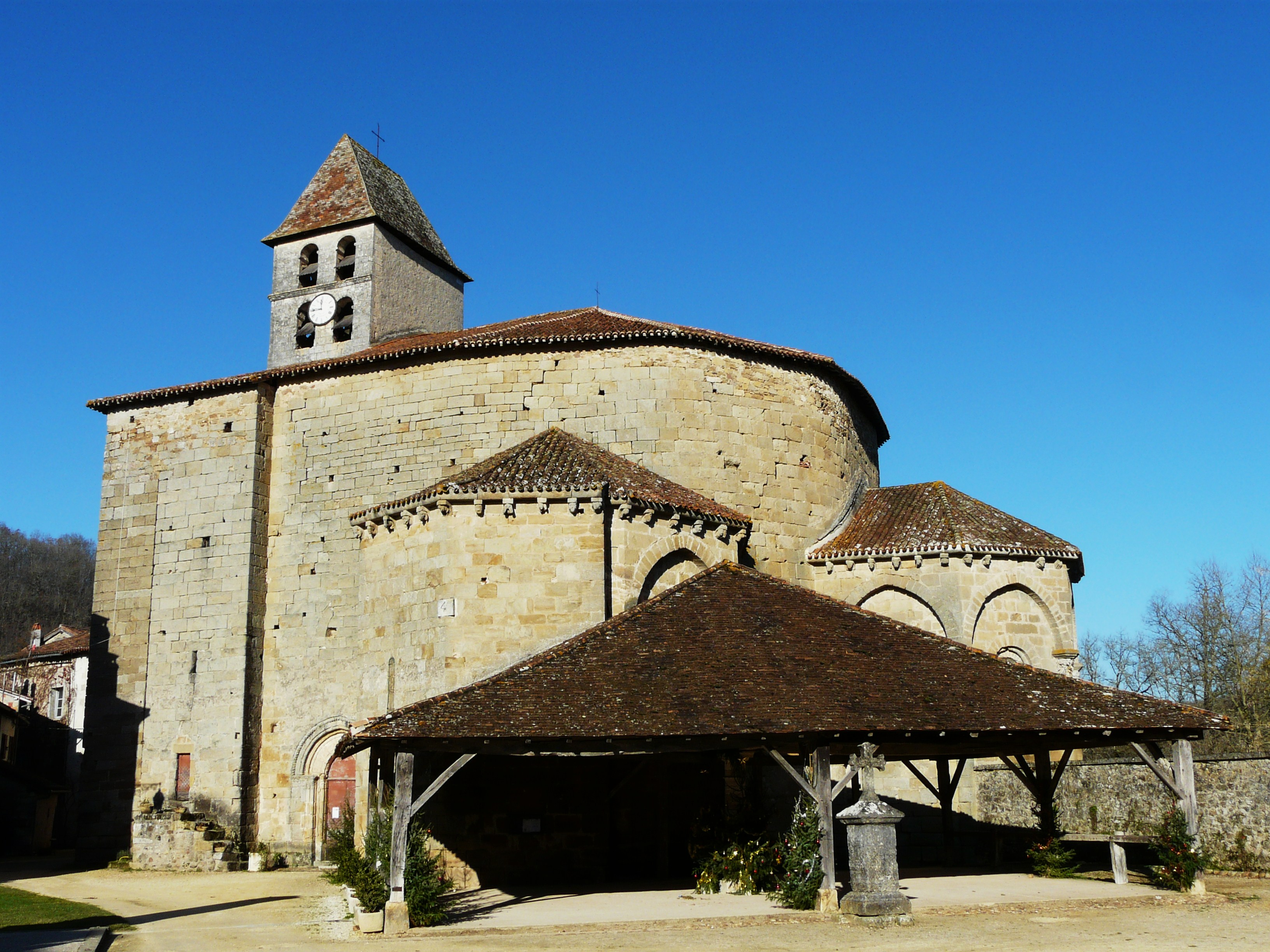
La halle et l'église Saint-Jean Baptiste.
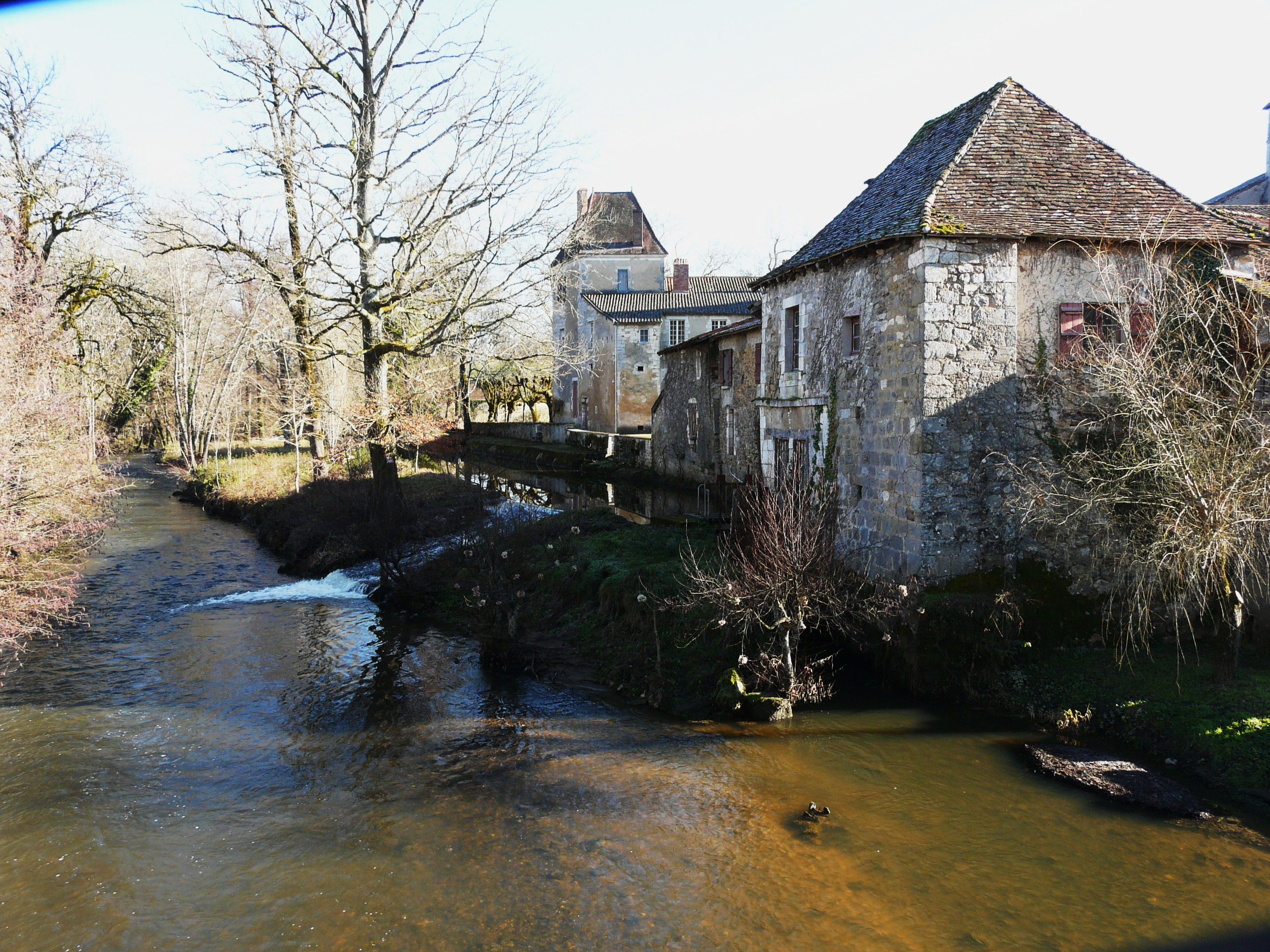
L'ancien prieuré le long de la Côle.
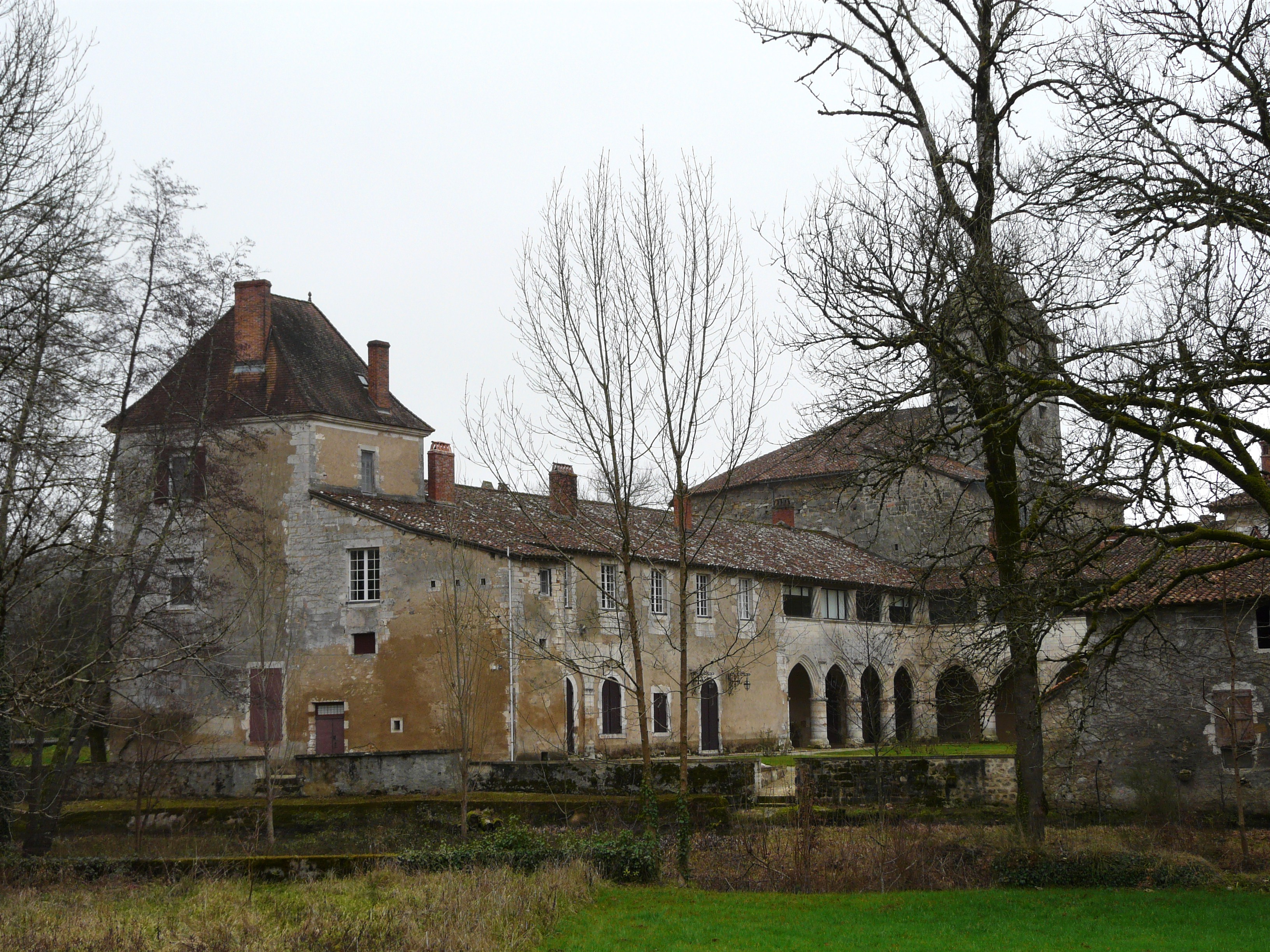
L'ancien prieuré.
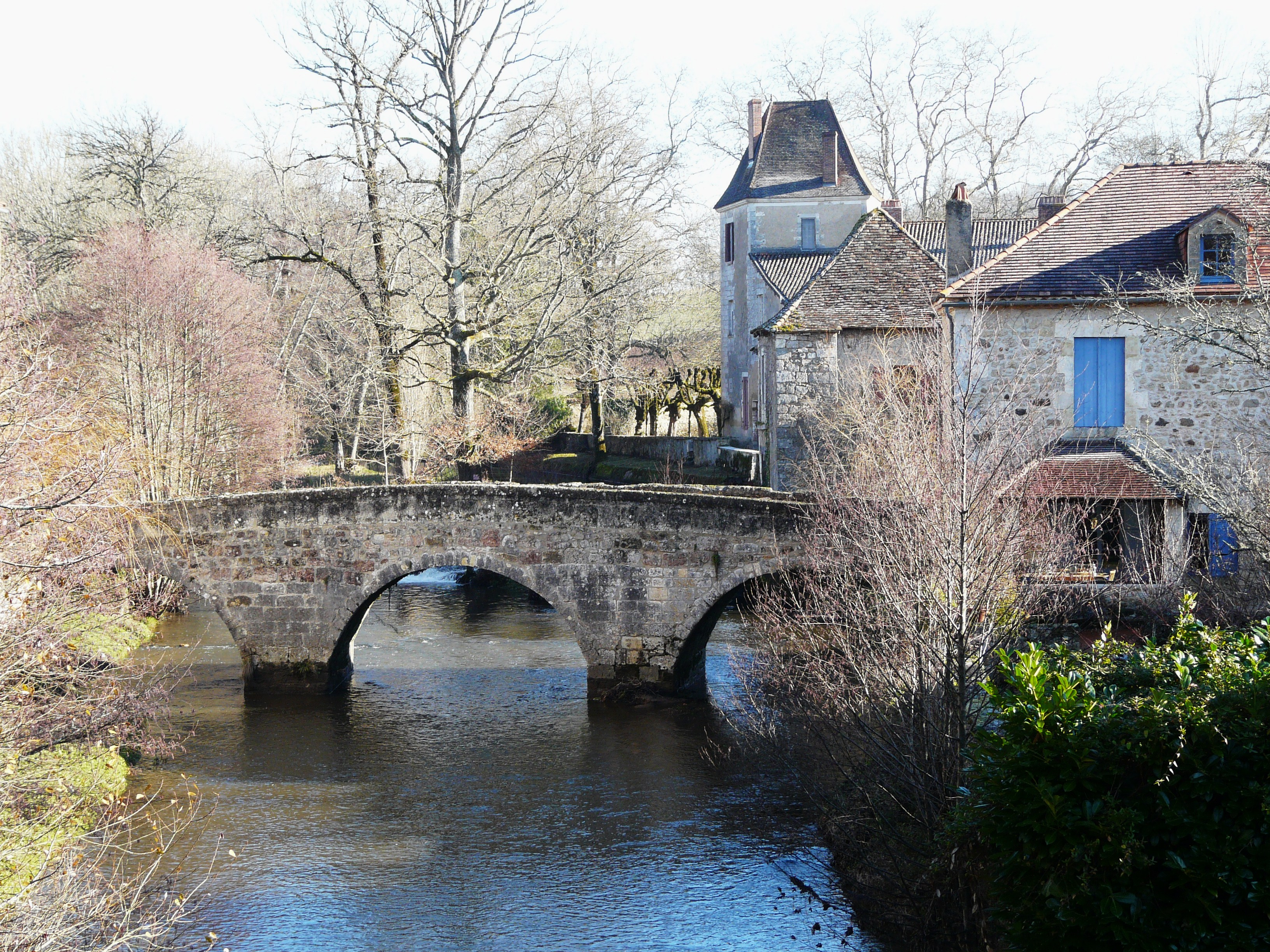
Le pont médiéval et l'ancien prieuré.
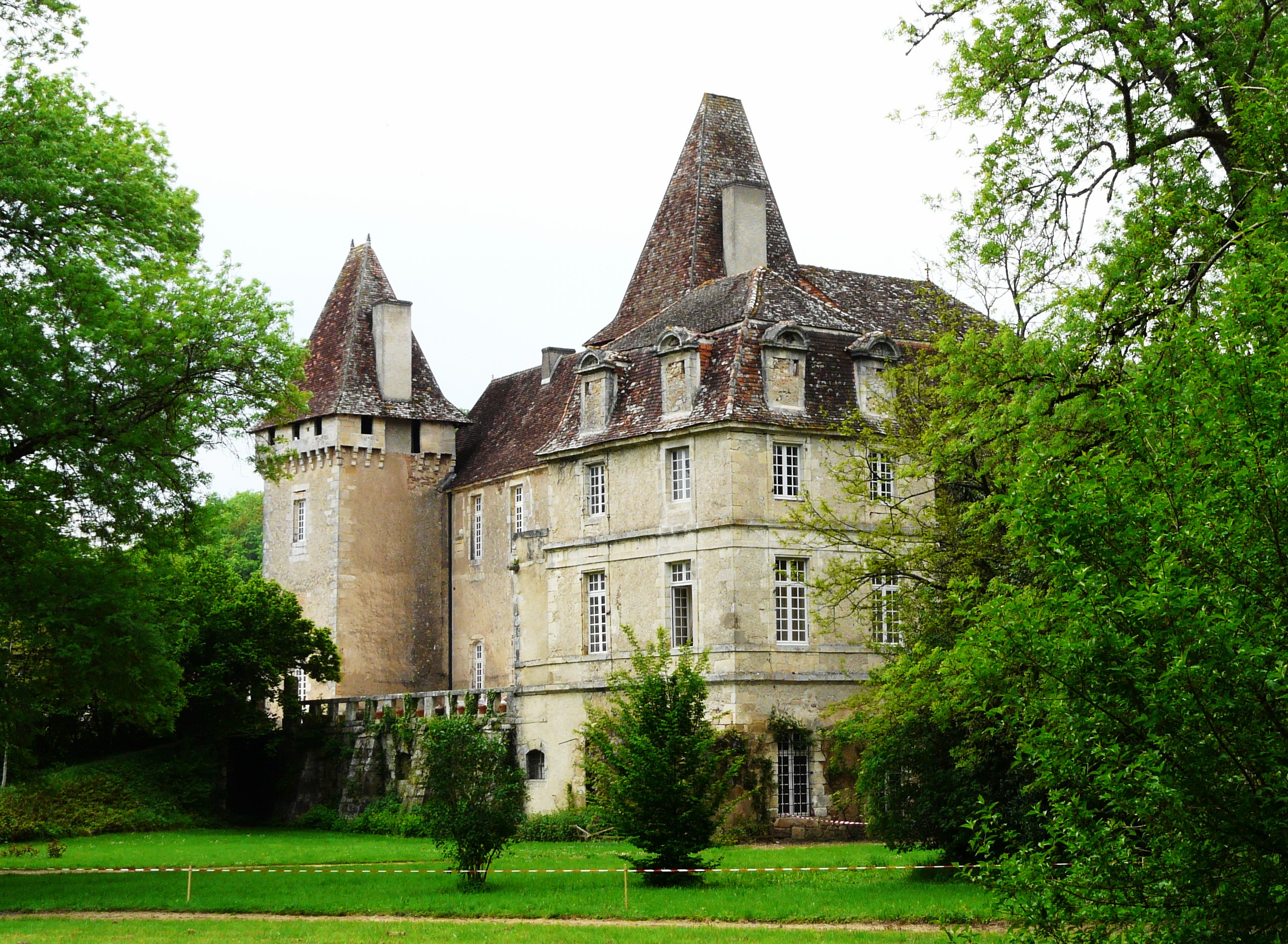
Le château de la Marthonye.
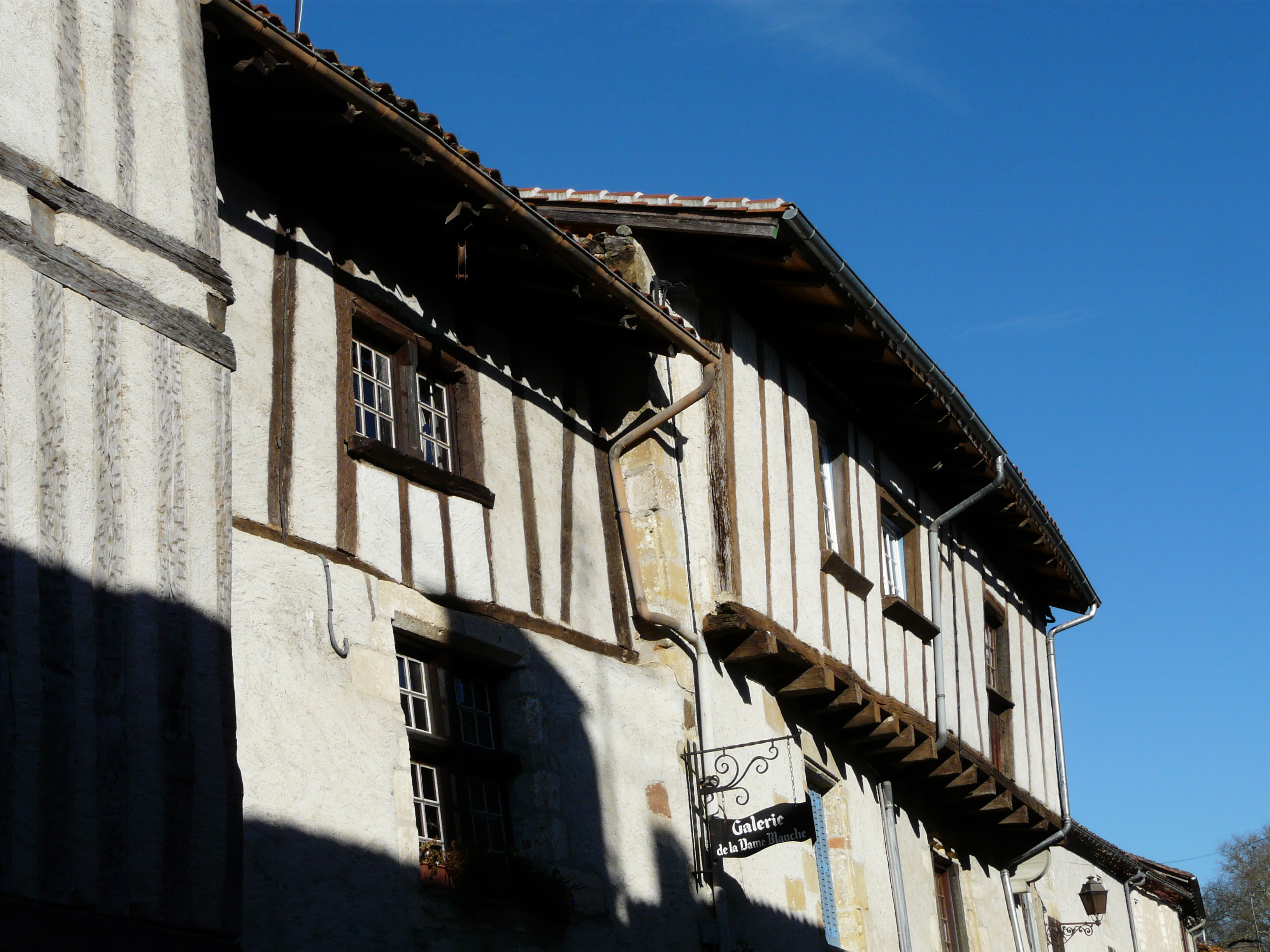
Maisons à colombages.

### Patrimoine naturel
Au nord-est, en amont de l'ancienne voie de chemin de fer désaffectée, les vallées de la Côle et de son affluent la Queue d'Âne forment une zone naturelle d'intérêt écologique, faunistique et floristique (ZNIEFF) de type 1,.
L'ensemble du village de Saint-Jean-de-Côle est constitué de deux sites inscrits,,.

### Personnalités liées à la commune
- Pierre Mondot de La Marthonie (1466-1517), premier président au parlement de Bordeaux (1499-1515), premier président du Parlement de Paris (1515-1517).
- Raymond de La Marthonie (1581-1627), ecclésiastique, fut prieur de la collégiale de Saint-Jean-de-Côle.

## Pour approfondir